# Dalibor Motejlek
Dalibor Motejlek (* 17. dubna 1942) je bývalý závodník ve skoku na lyžích a bývalý profesionální trenér. Pro skokany na lyžích je legendou skoku a vzor.
Byl držitelem světového rekordu ve skoku na lyžích o délce 142 metrů v německém Oberstdorfu a nejdelší byl jeho let ve slovinské Planici 157 metrů v roce 1969. Vychoval také řadu skokanů jako například Antonína Hájka, Ondřeje Vaculíka, Františka Vaculíka, Ondřeje Pakana a další.